# Godnatt, jord (TV-serie)
Godnatt, jord är en svensk TV-serie från 1979 i regi av Keve Hjelm. Den är baserad på Ivar Lo-Johanssons roman med samma namn.
Hjelm blev i början av 1970-talet tillfrågad om han ville spela in Lo-Johanssons böcker för TV. Han accepterade erbjudandet och valde Godnatt, jord, författarens genombrott och den första statarromanen. Hjelm ville också skriva manus själv, varför arbetet drog ut på tiden och först 1975 kunde inspelningen påbörjas. Bland skådespelarna märks Ingvar Hirdwall, Tommy Johnson och Bengt Eklund.
Även inspelningen kom att dra ut på tiden och i stället för fem timmar spelade Hjelm in åtta timmar material. Som en följd av detta kom serien att kosta dubbelt så mycket som planerat. Våren 1979 var serien klar. När den premiärvisades i SVT den 19 mars 1979 möttes den av dåliga recensioner. Serien kallades för ett storslaget misslyckande och man var missnöjd med att tempot var för långsamt och att skådespelarna mumlade replikerna. Trots kritiken fick Hjelm motta en Guldbagge för sin "kompromisslösa förnyelse av realismen i svensk film".
Godnatt, jord är en av titlarna i boken Tusen svenska klassiker (2009).

## Medverkande
- Nicklas Norell, Per Dyme och Harald Hamrell – Mikael Bister
- Bengt Eklund – Bister
- Margreth Weivers – Mor Bister
- Christer Rahm – Eskil Bister
- Tommy Johnson – Göransson
- Claire Wikholm – Mia Göransson
- Tor Isedal – Nilsson
- Emy Storm – Hildur Nilsson
- Ingvar Hirdwall – Sackéus
- Lena Granhagen – Mor Sackéus
- Olle Hilding – Lappsa
- Fred Hjelm – Brontén
- Mia Benson – Frida Brontén
- Fred Gunnarsson – Lind
- Christina Frambäck – Emma Lind
- Jan Blomberg – Baron
- Curt Broberg – Rättarn
- Tord Peterson – Alfred på Dundret
- Ulla Blomstrand – Jenny i Dundret
- Jimmy Nyberg – Ture i Dundret
- Leif Liljeroth – Bengt på Orrmor
- Monica Zetterlund	– Antea
- Per Sandborgh – bokhållare
- Verner Edberg – Edberg
- Sonja Sjöndin – Fru Edberg
- Åke Calén - Lars Edberg
- Peter Lindgren – Olmgren
- Krister Henriksson – Bernhard
- Bellan Roos – Amanda Skoglund
- Axelle Axell – mor på Kullen
- Gösta Engström – luffare
- Olga Appellöf – farmor
- Olle Björling – Slasen
- Wallis Grahn – Slasens fru
- Ove Stefansson – Janne
- Marika Lindström – kuskfrun
- Niels Dybeck – Östen i Kullen
- Mac Hertzman-Ericsson – Niklas ("Sniken")
- Susanne Olsson – Fru Risler
- Anna Rösjö – Maud Rissler
- Fillie Lyckow – friherrinnan
- Birger Åsander – Jonas
- Juha Aura – Kalle
- Li Fransson – Hilma
- Tomy Jansson – Viktor

Samt:
- Martin Almgren – ?
- Katarina Ewerlöf – ?
- Nina Gaines – ?
- Malin Hedrenius – ?
- Per Hällerstam – ?
- Emil Johansson – ?
- Per-Henrik Linder – ?
- Peter Lundberg – ?
- Jesper Marnemo – ?
- Chatarina Savela – ?
- Dodo Seaton – ?
- Sven Steffanson – ?